# Leena Alam
Leena Alam (persa: لينا علم)  (Kabul, 1978) és una actriu de cinema, televisió i teatre afganesa. Ha aparegut en pel·lícules com Kabuli Kid, Black Kite, Loori, A Letter to the President i Hassan. És molt coneguda per haver treballat en pel·lícules de cinema i televisió que parlen del matrimoni infantil, la desigualtat de gènere, els drets de les dones i els conflictes socials.
També ha estat coneguda com «Shereen d'Afganistat» (شیرین افغانستان) després d'haver interpretat el drama de televisió feminista Shereen (شیرین), el primer d'aquest tipus que s'ha fet a l'Afganistan, dirigit per Ghafar Azad i produït per Kaboora i Tolo TV. Shereen va ser nominada a la millor minisèrie dramàtica al costat de The Night Manager, Mr. Robot i Deutschland 83, i Leena Alam va ser nominada a la millor actriu als Premis Internacionals de Drama de Seül 2016.
El 1991, Alam i la seva família es van traslladar als Estats Units d'Amèrica a causa de la guerra civil a la seva terra natal. Va començar la seva carrera d'actriu i cinema l'any 1998.
El 2021 va ser nomenada com una de les 100 dones de la BBC.

## Carrera d'actriu i model
Al començament de la seva carrera, Alam va fer de model i va participar en concursos de dansa. L'any 1994 va participar al Mr and Miss San Francisco India Pageant organitzat per Rennu Dhillon, on va captivar el públic amb una actuació de dansa d'un minut i mig i va ser guardonada com a millor talent. La seva primera pel·lícula va ser Promise of Love, produïda per Tarin Films. Però va ser In Foreign Land dirigit per Hafiz Asefi que es va estrenar primer el 1998.
A In Foreign Land va interpretar una noia índia que havia vingut als Estats Units d'Amèrica per estudiar però que estava dedicada a les seves tradicions i valors. Va ser durant el càsting d'aquesta pel·lícula que Alam va conèixer a Salaam Sangi, que es convertiria en el seu mentor. A Loori, de Saeed Orokzai, va interpretar una noia afganesa traumatitzada amb una lesió cerebral que havia oblidat el seu passat. Alam ha descrit aquesta pel·lícula, escrita específicament per a ella per Hamid Naweed, (un poeta, escriptor i pintor) una de les seves preferides.
El 2007, Alam va tornar a Kabul i va aparèixer amb Hadji Gul a Kabuli Kid, un drama franco-afganès produït per Fidélité Films dirigit per Barmak Akram. El 2013, va ser a Soil and Coral, una pel·lícula iraniano-afganesa, produïda per Parween Hussaini i dirigida per Masoud Atyabi. També el 2013, va interpretar un dels papers principals a la segona temporada de la popular sèrie de televisió Our Street, dirigida per Mirwais Rekab. El 2014, va estar a Darya's Message produïda per Axobarax Films (dirigida per Homayoun Karimpour) i Black Kite de Tarique Qayumi. La pel·lícula es va fer ràpidament a l'Afganistan canviant d'ubicació amb freqüència per evitar que els talibans reconeguessin que hi havia un rodatge en curs. El mateix any, Alam va aparèixer a Shereen, una pel·lícula sobre la lluita d'una dona poderosa, un drama de televisió feminista que trenca tabús dirigit per Ghafar Azad produït a Kaboora/Tolo. El 2016 va interpretar el paper principal en una pel·lícula Una carta al president, una pel·lícula dirigida per Roya Sadat.
També va fer alguns curtmetratges per ajudar els joves cineastes a l'Afganistan, protagonitzant Moving in a Circle de Siyar Noorzad, Live in Grave de Lal Alizada, The Unknown de Ghafar Faizyar, Qamar de Nima Latifi i In Parentesis dirigida per Ghafar Azad.
Alam ha estat membre del jurat del Festival de Cinema Negah-e-No Film Festival el 2014 i el 2015, del Festival de Cinema de Drets Humans d'Afganistan de 2015, del Festival Internacional de Cinema de Sama a Estocolm (Suècia) de 2016, del 8è Festival de Teatre Nacional d'Afganistan de 2014, del Festival de Cinema d'Adelaida (Austràlia) de 2017 i del Festival Internacional de Cinema d'Imagine de 2020 a l'Índia i 2021 a Madrid (Espanya).
Ha aparegut en vídeos musicals de Shafiq Mureed, Arash Barez i Kerry Coulshed.
A l'escenari històric de The Monastery Ruin (Stiftsruine) al 68è Bad Hersfelder Festspiele de 2018, Hessen (Alemanya), va interpretar Solveig a Peer Gynt del dramaturg noruec Henrik Ibsen, dirigida per Robert Schuster, director de teatre alemany i professor de l'Acadèmia d'Art Dramàtic Ernst Busch de Berlín.

## Activisme pels drets humans
Alam va ser nomenada ambaixadora de pau de la Missió d'Assistència de les Nacions Unides a l'Afganistan (UNAMA) el 2009.
Quaranta dies després que Farkhunda, una dona afganesa de 27 anys acusada falsament d'haver cremat una còpia de l'Alcorà, fos colpejada públicament fins a la mort i cremada el 19 de març de 2015, Alam es va unir als activistes a Kabul per representar l'assassinat. Va interpretar el paper de Farkhunda. The New York Times va informar:
| « | El matí de la recreació, la senyora Alam es va despertar amb papallones a l'estómac. Tot i que és una actriu de cinema experimentada, va dir que interpretaria un paper difícil. D'una banda, la senyora Alam havia estat entre la gent durant l'enterrament de Farkhunda, i va ser el primer cadàver real que havia vist mai, va dir. Ella i els seus companys van acordar aleshores que no hi hauria plors durant la seva actuació, però als assajos, tots van plorar. «Els treballadors, el meu director, tots, estàvem afectats», va dir. Una persona va plorar, després ho vaig fer jo. Vaig dir-li: «No em debilitis, no vull plorar». Durant la recreació, alguns dels seus companys actors es van posar una mica massa en el personatge, va dir, i tot i que les seves roques i maces estaven fetes d'esponja o escuma, li van copejar la cara i va sortir una mica contusionada. Sovint, els espectadors boquejaven perquè semblava molt real, i fins i tot es veia que alguns dels policies estaven plorant. | » |

## Premis i reconeixements
- Millor actriu – Festival de Cinema Internacional de Kabul, Afganistan 2008.
- Millor actriu – Festival de Cinema de Tolo, Afganistan 2009.
- Millor actriu – Festival de cinema de drets humans de l'Afganistanl, Afganistan 2013.
- Millor actriu – Festival de Cinema de Negah-e-No, Afganistan 2014.
- Premi Honorari – Festival Internacional de Cinema de Dones d'Herat, Afganistan 2014.
- Millor actriu – Festival de Cinema de Negah-e-No, Afganistan 2015.
- Millor actriu – Festival Internacional de Cinema de Mehrgan, Afganistan 2015.
- Millor actriu – Festival Internacional de Cinema de Dones d'Herat, Afganistan 2015.
- Millor actriu – Nominació, Seoul International Drama Awards, Corea del Sud 2016.
- Premi Honorari (Contribució al cinema afganès) – Festival Internacional de Cinema de Sama, Estocolm (Suècia) 2017.
- Millor actriu – Nominació, Festival de Cinema Internacional de Malaysia (Golden Global Awards), Malàisia 2018.
- Millor actriu – Festival de Cinema Internacional de Sinema Zetu (SZIFF), Tanzània 2019.[6][7]
- Millor actriu – Festival de Cinema Internacional de Lajward, Afganistan 2020.[8]
- El 2021 va ser nomenada com una de les 100 dones de la BBC.[2]